# Alliage plomb-étain
 (juillet 2015).
Si vous disposez d'ouvrages ou d'articles de référence ou si vous connaissez des sites web de qualité traitant du thème abordé ici, merci de compléter l'article en donnant les références utiles à sa vérifiabilité et en les liant à la section « Notes et références ».
Les alliages plomb-étain, parfois aussi appelés métaux blancs, sont des alliages à bas point de fusion.

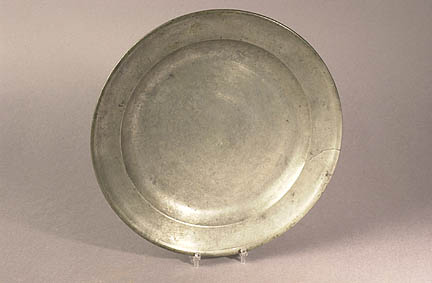
Assiette ancienne.

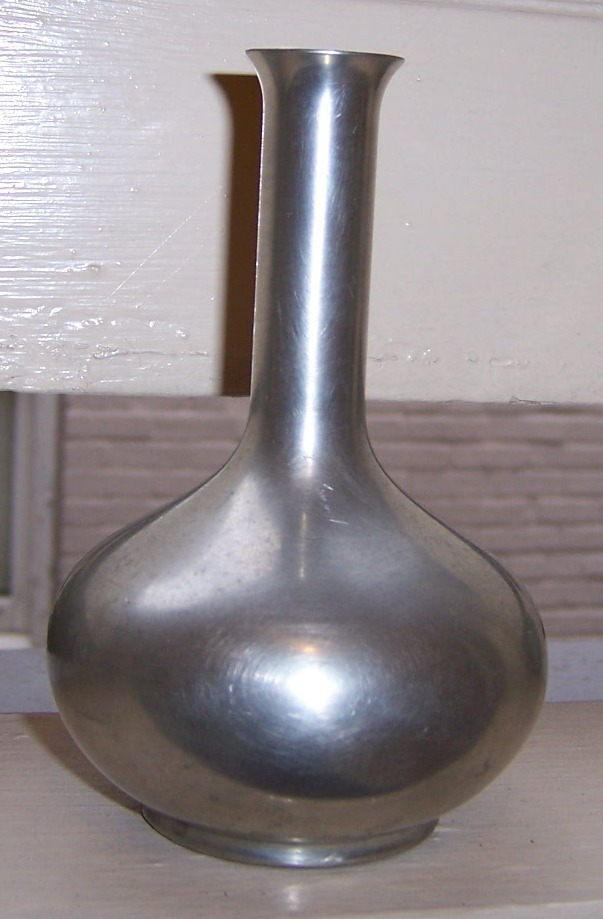
Vase contemporain.

## Histoire
Les premiers alliages plomb-étain ont été utilisés au Ier millénaire av. J.-C. en Chine et en Égypte. Ils étaient composés d'environ 90 %m d'étain et de 10 %m de plomb en masse.
Au Moyen Âge, ils ont été utilisés pour faire des récipients (gobelets, vasques…), qui ont pu être sources de saturnisme.

## Usages
Actuellement, les alliages plomb-étain sont principalement utilisés pour la soudure, interdits dans les boîtes de conserve où ils ont été sources d'intoxications au plomb, notamment lorsqu'en contact avec des produits acides (citron, concentré de tomate, vinaigre, etc.).
Les proportions des alliages de soudure varient, mais sont environ de 63 %m d'étain pour 37 %m de plomb ; l'alliage peut également contenir du cuivre, de l'antimoine, du bismuth, de l'indium ou de l'argent. Les alliages plomb-étain sont toujours utilisés en grande quantité en facture d'orgue.
L’alliage étain-plomb 60/40 était très employé en électricité et en électronique pour le câblage en général et la soudure sur circuit imprimé en particulier. Mais l'usage du plomb a été interdit en Europe par la directive RoHS. On utilise maintenant de nouveaux alliages à base étain dont la température de fusion est plus élevée.

## Santé-environnement
La manipulation fréquente de ces produits à mains nues, notamment en conditions acides, ou sous forme de particules, et l'inhalation de leurs vapeurs sont dangereuses pour la santé et l'environnement. La combustion de ces alliages (dans les incinérateurs, lors d'incendies) produit des fumées et des vapeurs, des cendres et des scories toxiques, qui peuvent entraîner une pollution du sol ou de l'eau (en contexte acide).